# Hugo Koch (Theologe)
Hugo Koch (* 7. April 1869 in Andelfingen; † 26. Juli 1940 in München) war ein deutscher katholischer Theologe und Kirchenhistoriker. Ab 1920 arbeitete er eng mit Alfred Rosenberg zusammen. 

## Leben
Hugo Koch, der Sohn des Bürgermeisters Anton Koch und der Katharina geb. Mack, besuchte die Lateinschule in Riedlingen und das Gymnasium in Ehingen. Anschließend studierte er als Stipendiat des Wilhelmsstifts an der Universität Tübingen die Fächer Katholische Theologie, Klassische Philologie und Philosophie. Nach der Promotion zum Dr. phil. im Fach Philosophie (1891) ging er ans Priesterseminar Rottenburg und absolvierte das Vikariat in Schwäbisch Gmünd und Ulm. Anschließend arbeitete er von 1893 bis 1899 als Repetent am Wilhelmsstift und widmete sich kirchen- und dogmengeschichtlichen Studien. 1899 wurde er in Tübingen zum Dr. theol. promoviert.
Eine akademische Karriere blieb Koch verwehrt, weil seine kritische Einstellung zur konservativen katholischen Theologie in entsprechenden Kreisen nicht gutgeheißen wurde. So wirkte Koch von 1900 bis 1904 als Stadtpfarrer in Reutlingen und ab 1904 als ordentlicher Professor für Kirchengeschichte und Kanonisches Recht an der Königlichen Akademie in Braunsberg (Ostpreußen). Ab 1910 geriet er durch seine Veröffentlichungen zum Papstprimat in Konflikt mit der Kirche, so dass er schließlich 1912, mit geschwächter Gesundheit, beim preußischen Kultusministerium um seine Entpflichtung bat, die ihm unter Belassung von Rang und Gehalt gewährt wurde.
Nach seiner Zurruhesetzung übersiedelte Koch nach München, wo er seitdem als Privatgelehrter lebte und seine Studien bis an sein Lebensende fortsetzte. Er schrieb Artikel für die Zeitung Münchner Neueste Nachrichten.
In den zwanziger Jahren wurde Koch zu einem überzeugten Nationalsozialisten, der eng mit Alfred Rosenberg zusammenarbeitete.
Seit 1895 war er Mitglied der katholischen Studentenverbindung AV Guestfalia Tübingen.

## Schriften (Auswahl)
- Pseudo-Dionysius Areopagita in seinen Beziehungen zum Neuplatonismus und Mysterienwesen. Eine litterarhistorische Untersuchung. Mainz 1900 (Forschungen zur christlichen Litteratur- und Dogmengeschichte I,2–3)
- Die Tauflehre des Liber de rebaptismate. Eine dogmengeschichtliche Untersuchung. Braunsberg 1907
- Vinzenz von Lerin und Gennadius. Ein Beitrag zur Literaturgeschichte des Semipelagianismus. Leipzig 1907 (Texte und Untersuchungen 31, 2)
- Die Ehe Kaiser Heinrichs II. mit Kunigunde. Köln 1908
- Cyprian und der römische Primat. Eine kirchen- und dogmengeschichtliche Studie. Leipzig 1910
- Katholizismus und Jesuitismus. München 1913
- Konstantin der Große und das Christentum. München 1913
- Die altchristliche Bilderfrage nach den literarischen Quellen. Göttingen 1917 (Forschungen zur Religion und Literatur des Alten und Neuen Testaments 26)
- Kallist und Tertullian. Ein Beitrag zur Geschichte der altchristlichen Bußstreitigkeiten und des römischen Primats. Heidelberg 1919 (Sitzungsberichte der Heidelberger Akademie der Wissenschaften. Philosophisch-historische Klasse 22)
- Cyprianische Untersuchungen. Bonn 1926 (Arbeiten zur Kirchengeschichte 4)
- Adhuc virgo. Mariens Jungfrauschaft und Ehe in der altkirchlichen Überlieferung bis zum Ende des 4. Jahrhunderts. Tübingen 1929 (Beiträge zur historischen Theologie 2)
- Cathedra Petri. Neue Untersuchungen über die Anfänge der Primatslehre. Gießen 1930
- Quellen zur Geschichte der Askese und des Mönchtums in der alten Kirche. Tübingen 1933
- Gelasius im kirchenpolitischen Dienste seiner Vorgänger, der Päpste Simplicius (468–483) und Felix III. (483–492). München 1935 (Sitzungsberichte der Bayerischen Akademie der Wissenschaften, Philosophisch-historische Abteilung 35)
- Rosenberg und die Bibel. Zum Streit um den „Mythus des 20. Jahrhunderts“. Leipzig 1935. 2, erweiterte Auflage 1936
- Virgo Eva, Virgo Maria. Neue Untersuchungen über die Lehre von der Jungfrauschaft und die Ehe Mariens in der ältesten Kirche. Berlin/Leipzig 1937 (Arbeiten zur Kirchengeschichte 25)